# Ev'ry Time We Say Goodbye
Ev'ry Time We Sad Goodbye is een jazznummer geschreven en gezongen door Cole Porter. Het nummer is onderdeel van het Great American Songbook.
"Ev'ry Time We Say Goodbye" beschrijft hoe gelukkig de zanger is in het gezelschap van zijn geliefde, maar evenzeer het verdriet van de zanger wanneer hij en zijn geliefde uit elkaar gaan.
Het nummer is door talloze artiesten gecoverd, waaronder Ella Fitzgerald, Ray Charles, Shirley Bassey, John Coltrane, Sammy Davis jr., Annie Lennox, Nina Simone, Rod Stewart, Carly Simon, Robbie Williams, Tony Bennett en Lady Gaga. De meest succesvolle cover was die van Simply Red uit 1988, op het album Men and Women. Deze versie bereikte de 11e positie in het Verenigd Koninkrijk. In de Nederlandse Top 40 kwam de cover op de 27e positie terecht, en in de Vlaamse Radio 2 Top 30 op de 30e.

## NPO Radio 2 Top 2000
| Nummer met noteringen in de NPO Radio 2 Top 2000 | '06  | '07  |
| ------------------------------------------------ | ---- | ---- |
| Ev'ry Time We Say Goodbye                        | 1715 | 1911 |

1. ↑  Een vetgedrukt getal geeft de hoogste notering aan.
2. ↑  2006 was het eerste jaar met een notering voor dit nummer.
3. ↑  Deze tabel is bijgewerkt tot en met de laatste editie (2024).